# A Maid to Order
A Maid to Order é um curta-metragem mudo norte-americano de 1916, do gênero comédia, dirigido por Will Louis e estrelado por Oliver Hardy.

## Elenco

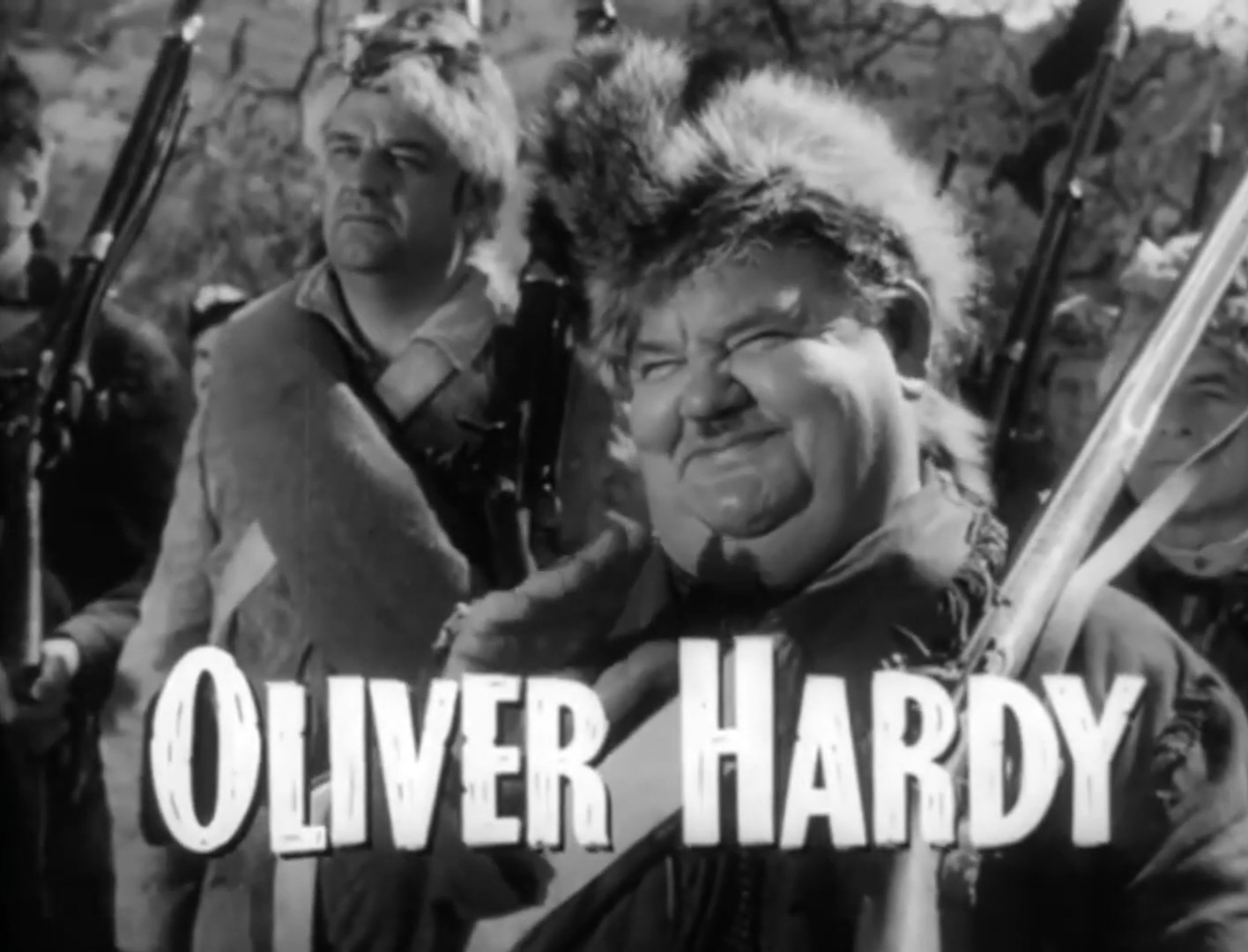
Oliver Hardy

- Oliver Hardy - Plump (como Babe Hardy)
- Raymond McKee
- Kate Price - esposa de Plump
- Florence McLaughlin - Dona de casa